# All Hallows Staining

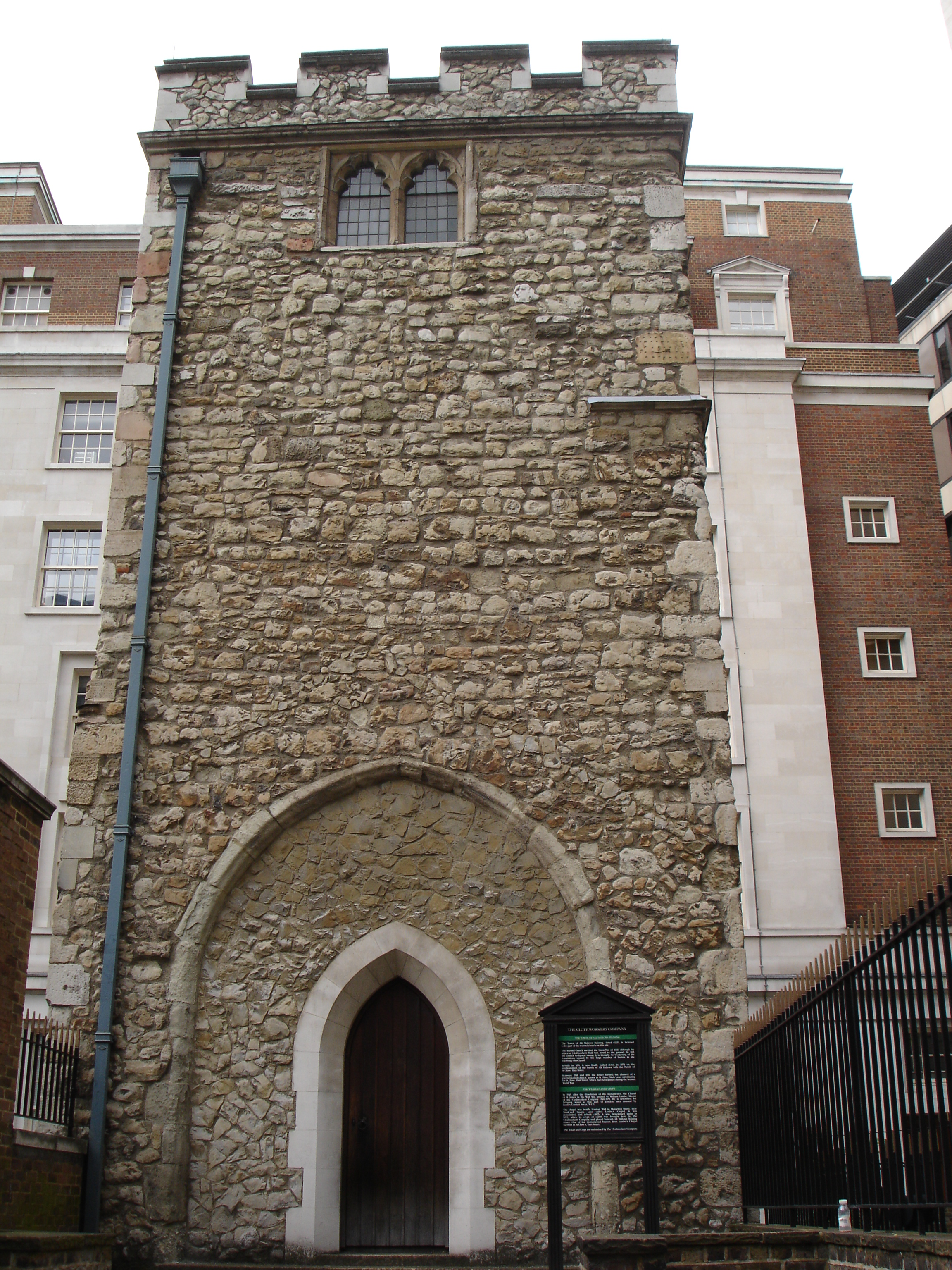
Kirchturm von All Hallows Staining (2007)

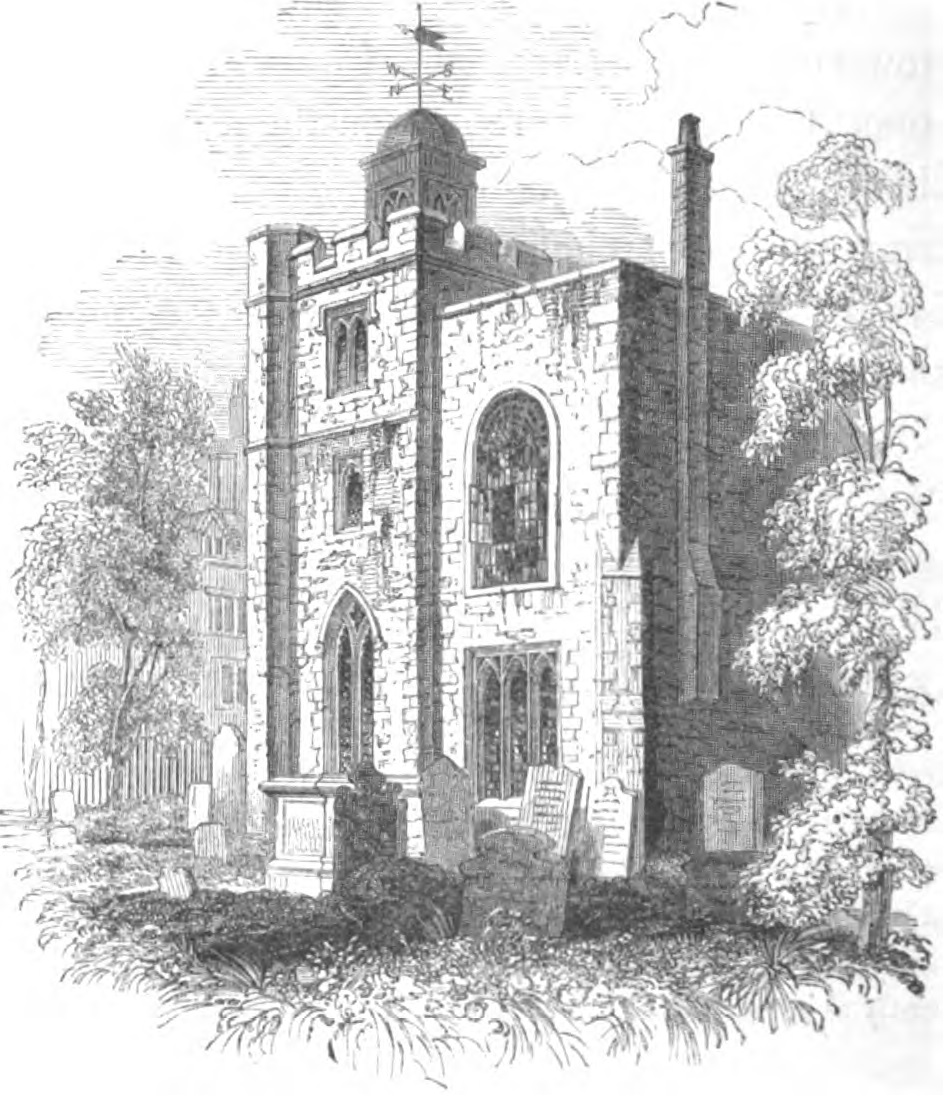
Zeichnung von George Godwin, aus: The Churches of London (1839)

All Hallows Staining war eine Kirche der Church of England an der Kreuzung von Mark Lane und Dunster Court im nordöstlichen Teil des historischen Gemeindebezirks Langbourn im Londoner Stadtbezirk City of London, in der Nähe des Bahnhofs Fenchurch Street. Von der Kirche ist nur noch der Turm erhalten, der um 1320 n. Chr. als Teil der zweiten Kirche an dieser Stelle erbaut wurde. Die Nutzung des Geländes rund um die Kirche ist Gegenstand des Allhallows Staining Church Act 2010.

## Geschichte
Die Kirche wurde erstmals Ende des 12. Jahrhunderts erwähnt.  Sie erhielt den Namen „Staining“, der altsächsischen Ursprungs ist und Stein bedeutet, um sie von den anderen All Hallows-Kirchen in der City of London zu unterscheiden, die aus Holz waren.
Die alte Kirche überstand den Großen Brand von London im Jahr 1666, stürzte jedoch fünf Jahre später, 1671, ein. Zurück blieben nur der Turm und ein kleiner Teil des Westteils. Es wurde vermutet, dass die Fundamente durch zu viele Bestattungen auf dem Kirchhof nahe der Kirchenmauer geschwächt worden waren. Die Kirche wurde 1674 wiederaufgebaut. Ein Bericht aus dem 19. Jahrhundert beschreibt den Innenraum als „nichts weiter als einen langen, schmalen Raum mit einem einfachen Gesims um die Wände“. Der mittelalterliche Turm stand an der nordwestlichen Ecke.
Im Jahr 1870 wurde die Gemeinde All Hallows Staining mit der von St Olave Hart Street zusammengelegt und All Hallows wurde abgerissen, nur der Turm blieb übrig. Der Erlös aus dem Abriss finanzierte den Bau einer neuen Kirche im Londoner East End namens All Hallows, Bow.
Während des Zweiten Weltkriegs wurde die St. Olave Hart Street 1941 durch Bomben schwer beschädigt. Zwischen 1948 und 1954, als die restaurierte St. Olave's wiedereröffnet wurde, stand an der Stelle von All Hallows Staining eine Fertigkirche. Diese war als St. Olave Mark Lane bekannt. Der Turm von All Hallows Staining diente als Altarraum der provisorischen Kirche.
Der Turm wird von der „Worshipful Company of Clothworkers“ (die Alt-Londoner Gilde der Tuchmacher, siehe auch Livery Company) unterhalten. 1957 errichtete die Gilde einen Gemeindesaal für die St. Olave Hart Street auf dem Gelände der All Hallows Staining. Der alte Turm stand im hinteren Teil eines kleinen Hofes neben dem neuen Saal; die Überreste der Kirche wurden am 4. Januar 1950 unter Denkmalschutz gestellt.

## Krypta der Lambe-Kapelle
Die Überreste der „Lambe-Kapellenkrypta“, benannt nach William Lambe, dem ehemaligen Meister der Tuchmachergilde, liegen unter dem angrenzenden Hof. Sie wurde 1872 vom Standort der Lambes Kapelle in der Monkswell Street hierher verlegt und wieder aufgebaut, nachdem die Tuchmachergilde, die zuvor Eigentümerin der Kapelle war, All Hallows gekauft hatte. Der Wiederaufbau war jedoch nur etwa halb so groß wie das Original und beinhaltete viel neues Material. Es heißt, die Krypta sei Teil der „Hermitage of St James on the Wall“ gewesen. Diese Überreste wurden gleichzeitig mit dem Hauptturm als denkmalgeschützt (Grade II) eingestuft.

## Historisches Zitat
“At the North Corner of this Street, on the same side, was sometime an Hermitage or Chappel of St. James, called In the Wall, near Cripplegate. It belonged to the Abbey and Covent of Garadon, as appeareth by a Record, the Seven and twentieth of Edward I. And also by a Record the 16 of Edward III. William de Lions was Hermit there; and the Abbot and Covent of Geredon found two Chaplains, Cestercian Monks of their House, in this Hermitage: one of them for Aymor de Valence, Earl of Pembrook; and Mary de Saint Paul, his Countess.
Of these Monks, and of a Well pertaining to them, the Street took that Name, and is called Monks Well street. This Hermitage, with the Appurtenances, was in the Reign of Edward VI. purchased from the said King, by William Lambe, one of the Gentlemen of the King's Chappel, Citizen and Clothworker of London. He deceased in the Year 1577. and then gave it to the Clothworkers of London; with other Tenements, to the value of Fifty Pounds the Year; to the intent they shall hire a Minister to say Divine Service there."”

„An der Nordecke dieser Straße, auf derselben Seite, befand sich einst eine Einsiedelei oder Kapelle von St. James, genannt „In the Wall“, in der Nähe von Cripplegate. Sie gehörte der Abtei und dem Kloster von Garendon, wie aus einer Aufzeichnung, der 720. Eduards I. und der 16. Eduards III. hervorgeht. William de Lions war dort Einsiedler, und der Abt und das Kloster von Garendon fanden in dieser Einsiedelei zwei Kapläne, Zisterziensermönche ihres Hauses: einen davon für Aymer de Valence, 2. Earl of Pembroke, und Marie de Saint-Pol, seine Gräfin.
Nach diesen Mönchen und einem zu ihnen gehörenden Brunnen erhielt die Straße diesen Namen und heißt heute Monks Well Street. Diese Einsiedelei mit allem Zubehör wurde während der Herrschaft Eduards VI. von William Lambe, einem der Herren der Königskapelle, Bürger und Tuchmacher aus London, von besagtem König gekauft. Er starb im Jahr 1577 und überließ sie den Tuchmachern von London; zusammen mit anderen Mietshäusern im Wert von fünfzig Pfund pro Jahr; mit der Intention, dass sie einen Geistlichen anstellen, der dort den Gottesdienst hält."“

## Umbauvorhaben

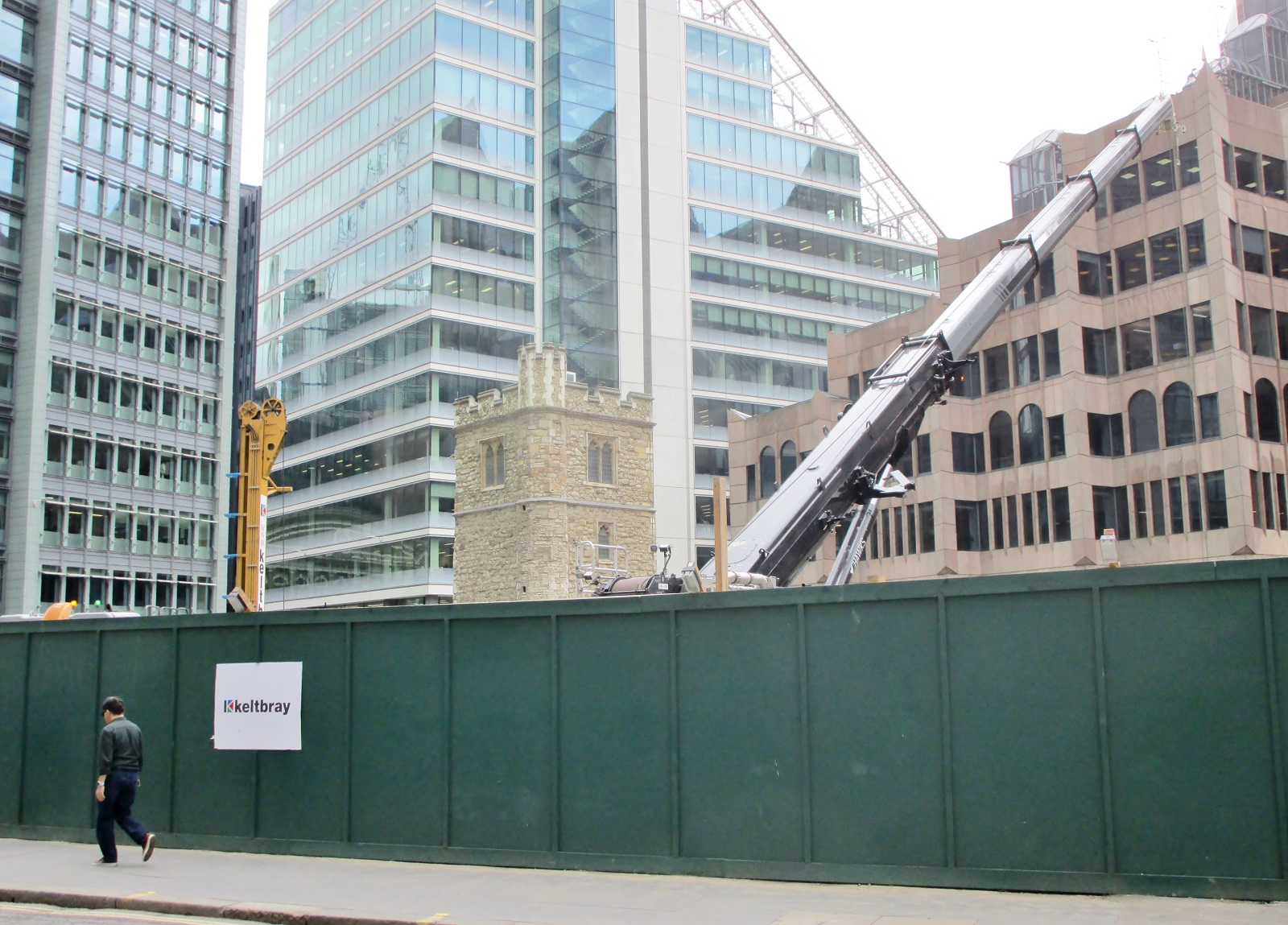
Winzig wirkender Kirchturm inmitten einer Baustelle (2025)

Ab 2025 wird der gesamte Straßenblock, in dem der Turm steht, umgebaut. Dabei werden alle anderen Gebäude auf dem Gelände abgerissen, darunter die Clothworkers' Hall und der Gemeindesaal der St. Olave-Kirche. Zu den geplanten Arbeiten am Turm gehört die Entfernung moderner Ausfachungen aus den Bögen an der Süd- und Ostseite. Das Projekt sieht auch den Abriss der Krypta der Lambe's Chapel und ihren Wiederaufbau im Untergeschoss eines 36-geschossigen neuen Bürogebäudes vor.